# Nogent-sur-Aube
Nogent-sur-Aube è un comune francese di 351 abitanti situato nel dipartimento dell'Aube nella regione del Grand Est.

## Società

### Evoluzione demografica
Abitanti censiti